# Оляндра
Оляндра (молд. оляндра, oleandra от oleandru — «олеандр») — старинный молдавский народный хороводный танец. Музыкальный размер 3/8; темп умеренный. Исполняется подружками невесты как первый торжественный танец на свадьбе.
Существует несколько разновидностей танца: «Сырба бэтренилор» — танец стариков, «Сырба бабилор» — танец старух, «Сырба флэкэрилор» — танец юношей,
«Сырба трийчожане» — танец с периодически повторяющимися тремя притопами.
По музыке и характеру хореографии оляндра практически повторяет трёхдольный жок, но оляндра — ещё более гибкий и изящный, так как в молдавской хореографической практике считается женским танцем. Также встречается еврейские оляндры, мелодии которых очень близки к молдавским.